# Хана Фенихел
Хана Фенихел (на немски: Hanna Fenichel; по баща Хайлборн, на немски: Heilborn) е германски психоаналитик.

## Биография
Хана Хайлборн е родена през 1897 година в Берлин, Германия, в семейството на Ернст Хайлборн. Първоначално учи в частно училище, а след това в женско училище. Завършва през 1916 г. и работи няколко години като социален работник. През 1922 се записва в техническото училище в Шарлотенбург. На следващата година се прехвърля да учи химия и защитава докторат през 1932 г. През 1930 започва да се обучава в Берлинския психоаналитичен институт. С идването на нацистите на власт през 1933 емигрира в Париж, а от там се прехвърля в Прага, където продължава обучението си в Психоаналитичната асоциация на Прага. Там преминава обучителна анализа с Франсис Дери, а контролен аналитик е Ото Фенихел, нейния бъдещ съпруг.
Приета е във Виенското психоаналитично общество през 1938 г. с публикация на тема „Zur Problematik der archaischen Objektbeziehungen“. Същата година емигрира в Лос Анджелис, а през 1940 се омъжва за Ото Фенихел, който се разделя с първата си жена Клеър Фенихел. Там става член и обучаващ аналитик в Психоаналитичната изследователска група на Лос Анджелис. През 1975 г. Психоаналитичното общество на Сан Диего открива Център за детско развитие Хана Фенихел.
Умира през 1972 година в Лос Анджелис на 75-годишна възраст.